# ميلدريد جوان سميث
ميلدريد جوان سميث (بالإنجليزية: Mildred Joanne Smith)‏ هي مغنية ومُدرسة وصحفية وممثلة أمريكية، ولدت في 16 مايو 1921 في ستروثرز في الولايات المتحدة، وتوفيت في 19 يوليو 2015 في وايت بلينس في الولايات المتحدة بسبب مرض.

## وصلات خارجية
- ميلدريد جوان سميث على موقع IMDb (الإنجليزية)
- ميلدريد جوان سميث على موقع قاعدة بيانات برودواي على الإنترنت (الإنجليزية)
- ميلدريد جوان سميث على موقع قاعدة بيانات الفيلم (الإنجليزية)